# Witalij Nat
Witalij Nat (ur. 12 kwietnia 1977 w Zaporożu) – ukraiński piłkarz ręczny grający na pozycji lewoskrzydłowego, reprezentant Ukrainy. Obecnie jest trenerem polskiej drużyny Chrobry Głogów.

## Kariera sportowa
W latach 2007–2009 zawodnik Wisły Płock. Wcześniej grał w ZTR Zaporoże. W drużynie z Płocka zadebiutował 1 września 2007 w wygranym przez Wisłę meczu z DIN HK Baku 39:22. Strzelił w tym meczu sześć goli i stał się ulubieńcem widowni dzięki swojej szybkości, gry na jednego i pozbawionej egoizmu współpracy z kolegami. Od sezonu 2009/2010 związał się trzyletnim kontraktem z Vive Targi Kielce. Na początku sierpnia 2011 trafił do zespołu NMC Powen Zabrze na zasadzie wypożyczenia.
Ma na koncie 75 występów w Reprezentacja Ukrainy w piłce ręcznej mężczyzn i 263 bramki. Pełnił funkcję kapitana drużyny narodowej.
Od sezonu 2019/2020 został trenerem zespołu Chrobry Głogów.

## Osiągnięcia
- Złoty Medalista Mistrzostw Polski: , 2008, 2010
- Srebrny Medalista Mistrzostw Polski: , 2007, 2009, 2011
- Zdobywca Pucharu Polski: , 2007, 2008, 2010, 2011